# Amici di Imperia
Die Amici di Imperia ist ein im baden-württembergischen Bodenseekreis ansässiger Verein, der im Jahr 2009 von Bürgern gegründet wurde und von Oberbürgermeister Friedrichshafen, Josef Büchelmeier unterstützt wurde. Ziel war der Wunsch des Gemeinderates, neben den bereits bestehenden Städtepartnerschaften Friedrichshafens mit Saint-Dié-des-Vosges, Sarajevo, Polozk, Delitzsch und Peoria eine städtepartnerschaftliche Beziehung zu einer Stadt in Italien aufzunehmen.

## Geschichte
- 2008 Aufnahme eines ersten kulturellen Kontakts zwischen Bürgern Friedrichshafens und Imperia.
- 2009 Verein Amici di Imperia mit dem Zweck der Vorbereitung eines Städtepartnerschaftvertrages gegründet.
- 2012 Der erste Termin zur Unterzeichnung der Städtepartnerschaft beider Städte verzögert sich.
- 2014 Feierliche Unterzeichnung des Städtepartnerschaftvertrages zwischen den Oberbürgermeistern Andreas Brand und Carlo Capacci.
- 2016 Gründung eines Partnervereines Amici di Friedrichshafen in Imperia[1]

## Kultur und Reisen
Seit 2014 fährt der Verein zu  Öl- und Weinverkostungen in die Hafenstadt an der italienischen Riviera. Musikvereine, Chöre, Motorradclubs und Kulturvereine bereisten seither  ihre Partnerschaft.
Im Jahr 2016 bereiste der ehemalige Ratsherr Bernd Ammann aus Ailingen die Partnerstadt Imperia mit einer Vespa Ape im Rahmen einer Alpentour.

## Sportliche Verbindungen

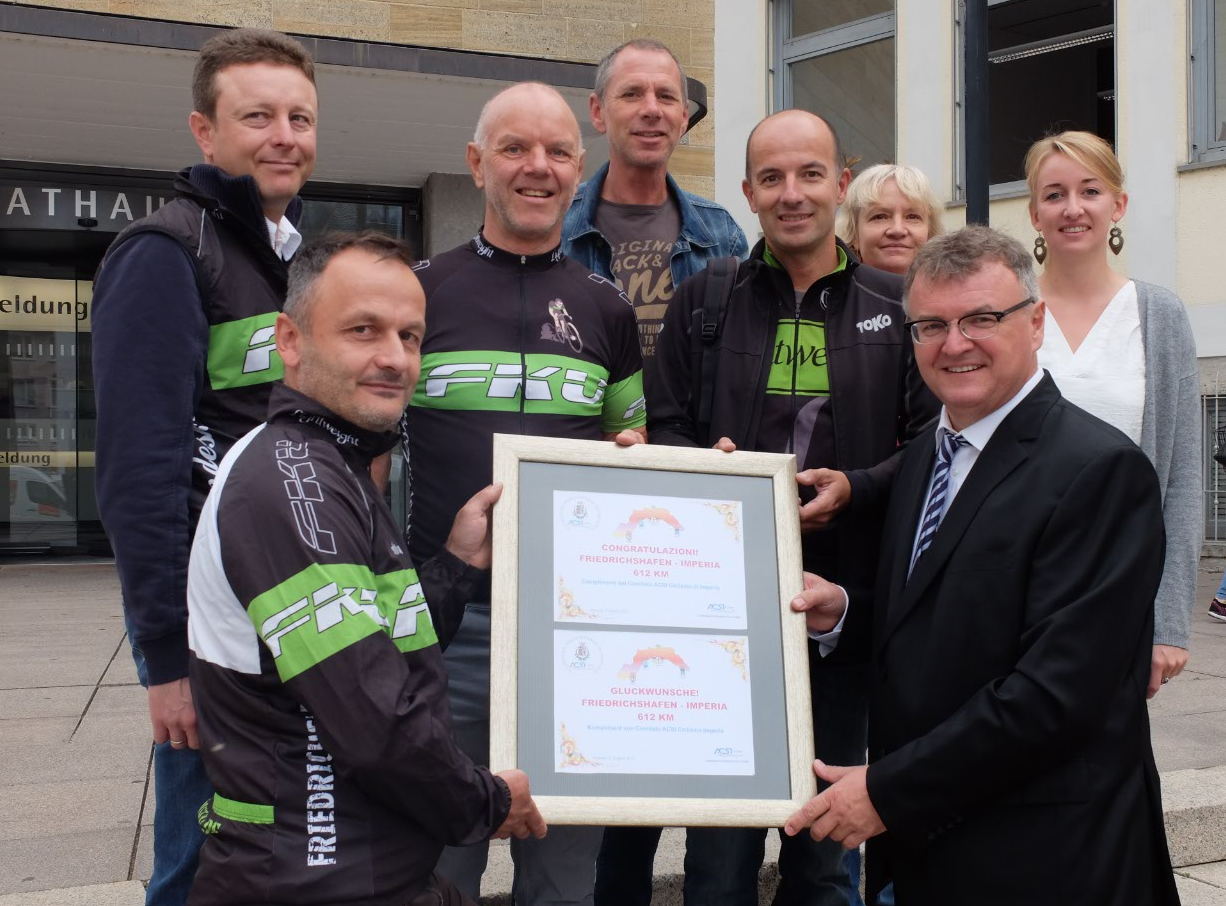
Empfang der Rekordradler bei OB Andreas Brand

### Austausch und Trainingslager
- 2016
  - Handballer Imperias nehmen an Turnier in Fischbach teil[4]
- 2017
  - Handballer organisieren Trainingslager in Imperia[5]
  - Leichtathleten organisieren Trainingslager in Imperia[6]

### Wettkampf und Rekorde
- Erste Radfahrt: Als erster Radfahrer erreichte Michael Sackmann am 5. Oktober 2015 im Rahmen einer 10-wöchigen Urlaubsradtour Imperia[7].
- Erste Non-Stopp-Fahrt: In 3 Anläufen im Juli 2015, August 2015 und Juni 2017 startete der Radsportverein Freundeskreis Uphill den Versuch, die Strecke über 612 km zwischen Friedrichshafen und Imperia 'Non-Stop' zu erreichen. Sie scheiterten jedoch nach 403 km (07/2015), 520 km (08/2015) und 510 km (06/2017)[8]. Am 15. Juli 2017 holte sich der Vorsitzende des Freundeskreises Uphill Roland Hecht den ersten Rekord und fuhr die Strecke über 612 km zwischen Friedrichshafen und Imperia Non-Stopp[9]
- Schnellster Radsportverein: Am 5. August 2017 holte sich der Freundeskreis Uphill den Rekord als erster und zugleich schnellster der 6 Radsportvereine Friedrichshafens nach Imperia in nur 2 Etappen mit je 315 km gefahren zu sein. Am  8. September 2017 gratulierte Oberbürgermeister Andreas Brand den Rennradlern zu ihrem Rekord[10]